# Stamnodes reckseckeri
Stamnodes reckseckeri là một loài bướm đêm trong họ Geometridae.